# دانيال هنتر ماكميلان
دانيال هنتر ماكميلان هو رائد أعمال وسياسي كندي، ولد في 14 يناير 1846 في ويتبي في كندا، وتوفي في 14 أبريل 1933 في وينيبيغ في كندا. انتخب عضو المجلس التنفيذي لمانيتوبا ‏ وانتخب Lieutenant Governor of Manitoba ‏ (1900 – 1911).